# André Glucksmann

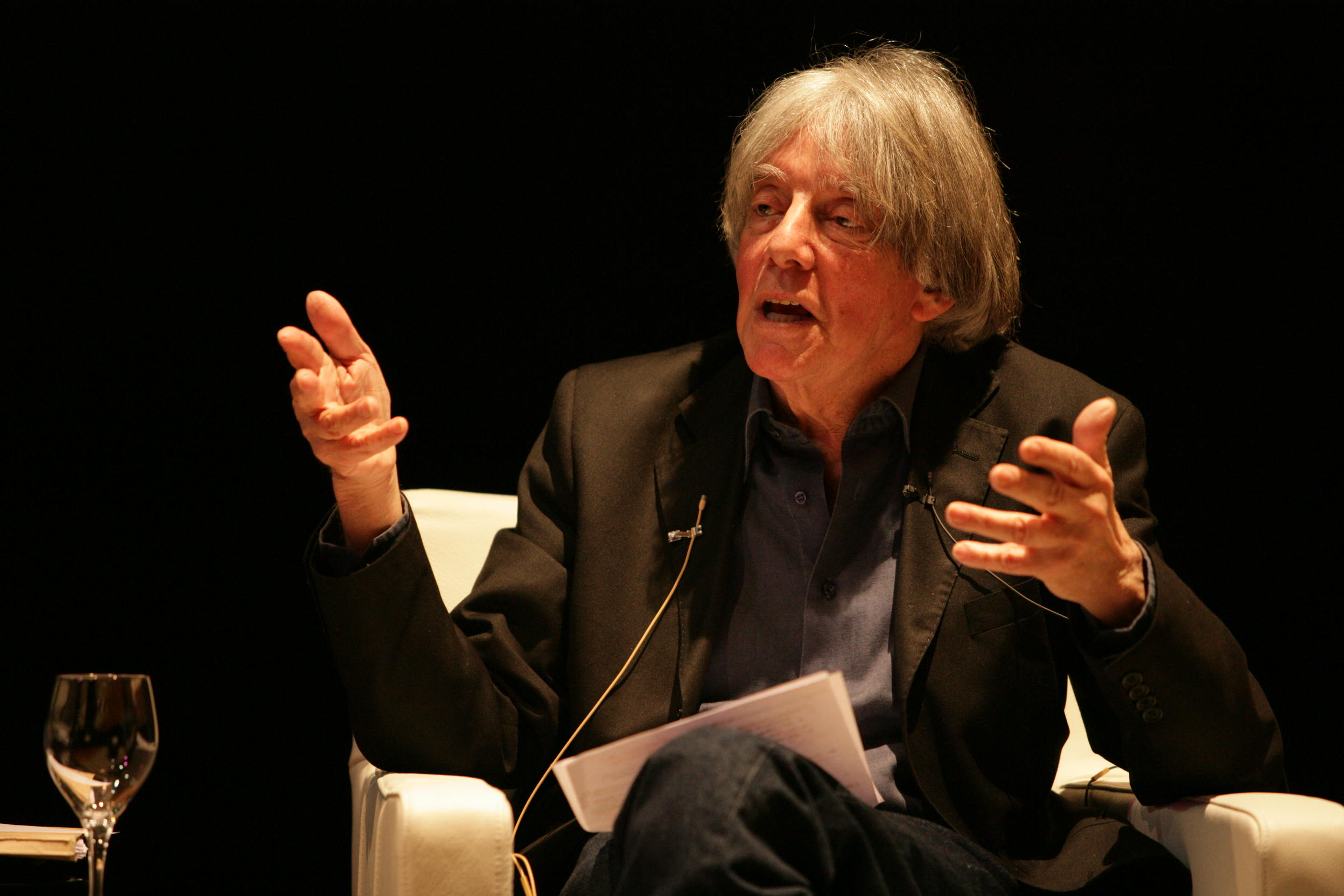
André Glucksmann (2009)

André Glucksmann (* 19. Juni 1937 in Boulogne-Billancourt; † 10. November 2015 in Paris) war ein französischer Philosoph und Essayist.

## Leben

### Familie und Kindheit
André Glucksmanns Eltern entstammten dem osteuropäischen Judentum; der Vater kam aus der Bukowina, die Mutter aus Prag. Beide gingen in den 1920er Jahren nach Palästina und lernten einander dort kennen. Sie bekamen zwei Töchter. 1930 ging die Familie nach Deutschland, wo sich die Eltern ab 1933 dem Widerstand gegen den Nationalsozialismus anschlossen. 1937 flüchteten sie nach Frankreich. Glucksmanns Vater ging weiter ins Exil nach London, wo er als sowjetischer Spion tätig war. Bei Ausbruch des Zweiten Weltkriegs wurde er als feindlicher Ausländer inhaftiert. Er kam 1940 bei der Versenkung der Arandora Star durch deutsche Torpedos ums Leben.
1941 wurde die restliche Familie ins Lager Bourg-Lastic bei Vichy gebracht. Es drohte die Deportation nach Deutschland. Mutter und Kinder durften jedoch das Lager wieder verlassen, weil André Glucksmann in Frankreich geboren und somit Franzose war. Seine Mutter schloss sich der Résistance an, und André Glucksmann lebte mehrere Jahre unter dem Decknamen Joseph Rivière.

### Vor 1976: Studium und Maoismus
Nach einem Philosophie-Studium an der Universität Lyon und der École normale Supérieure Saint-Cloud arbeitete Glucksmann beim Centre national de la recherche scientifique (CNRS) unter der Leitung von Raymond Aron als Spezialist für Krieg, Abschreckung und nukleare Strategie. Im Jahre 1968 veröffentlichte er sein erstes Buch, Le Discours de la Guerre (Diskurs über den Krieg). Er nahm an den Mai-Demonstrationen im Jahr 1968 teil und definierte sich als Maoist. Danach wurde er Mitglied der Gauche prolétarienne (GP), die die antiautoritäre Revolte des Pariser Mai zu einer proletarischen Revolution weiterentwickeln wollte und den Kampf noch bis 1970 fortführte, unterstützt von Jean-Paul Sartre. Nach Auffassung der GP verstärkte sich damals in Frankreich die staatliche Unterdrückung und nahm faschistische Formen an.

### Nach 1976: Totalitarismuskritik
In der deutschen Linken wurde Glucksmann durch sein 1976 in deutscher Sprache erschienenes Buch Köchin und Menschenfresser – Über die Beziehung zwischen Staat, Marxismus und Konzentrationslager bekannt. Beeinflusst von Solschenizyns Buch Der Archipel Gulag stellt es eine Abrechnung mit Marxismus und Stalinismus und der Geschichte der Sowjetunion dar. Wegen seiner GP-Vergangenheit wurde Glucksmanns Buch in einigen Teilen der Linken, die sich als revolutionär und kommunistisch verstanden, stark diskutiert.
Als Glucksmanns Hauptwerk gilt seine 1977 erschienene philosophische Abhandlung Die Meisterdenker (Les maîtres penseurs), zu der ihn nach eigenem Bekunden ebenfalls die Lektüre Solschenizyns anregte. Mit den „Meisterdenkern“ sind die deutschen Philosophen Fichte, Hegel, Nietzsche und Marx gemeint, denen Glucksmann vorwirft, einen Kult um die romantisch-mythische Überhöhung der „abschließenden, totalen und endgültigen Revolution“ und des daraus resultierenden totalitären Staates begründet zu haben und so für den nicht oder nicht ausreichend vorhandenen Widerstand gegen Totalitarismen verantwortlich zu sein.

„Das ‚Deutschland‘, Geburtsstätte der faschistischen Bewegungen, ist kein Territorium, keine Bevölkerung, sondern ein Text und ein Verhältnis zu Texten, die lange vor Hitler aufgestellt und weit über die alten Grenzen des Heiligen Römischen Reiches Deutscher Nation verbreitet wurden. Dieses Deutschland ist ganz zeitgemäß, es hat seinen Sitz in den modernen Köpfen des modernen Planeten, im Pentagon zu Washington ebenso wie in dem letzten Loch eines Konzentrationslagers in den Dörfern Kambodschas.“

1977 unterschrieb er wie etwa sechzig andere Intellektuelle seiner Zeit einen Appell zur Entkriminalisierung der Pädophilie, der in den Zeitungen Libération und Le Monde erschien. Initiator des Appells war der inzwischen als pädophil dekuvrierte Schriftsteller Gabriel Matzneff.
1979 wurde sein Sohn Raphaël Glucksmann geboren.
In seinem im Oktober 2004 erschienenen Buch Le Discours de la haine (Hass) vertritt Glucksmann nach einem im Spiegel erschienenen Interview mit Romain Leick folgende Kernthesen: „Ideologien sind das Alibi des Hasses.“ „Um seine Zerstörungskraft zu entfalten, muss Hass kollektiv werden.“ „Ideologien können der Kollektivierung des Hasses dienen, sind aber nicht dessen Ursache.“ Das gelte ebenso für Religionen. Wenn die Ideologien eines Tages widerlegt oder besiegt seien, verschwände also keineswegs der Hass. Erst durch die Beherrschung des Todestriebs, der Mordinstinkte und der Begierden würden Terror und Hass eingedämmt. „Eine Zivilisation gründet sich nicht unbedingt auf das gemeinsam angestrebte Beste, sondern auf die Ausgrenzung, die Tabuisierung des Bösen.“ Als erfolgversprechenden Kampf gegen das Böse sah er z. B. den Irak-Krieg der USA. Viele Demokratien verhielten sich zu zurückhaltend im Vertrauen darauf, dass sich „das Gute“ mit „dem Fortschritt“ von selbst durchsetze.
Glucksmann wandte sein antitotalitäres Erklärungsmodell auch auf den Terrorismus an. Die damals von Tschetschenen durchgeführten Bombenanschläge und Geiselnahmen bezeichnete er als antitotalitären Widerstand. Später war Glucksmann einer der Herausgeber der Zeitschrift Le Meilleur des Mondes, in der die französischen Befürworter des Irak-Krieges zu Wort kamen und deren Schwerpunkt die Kritik des Antiamerikanismus war.
Im Jahr 1999 befürwortete Glucksmann bereits den Krieg der NATO gegen Slobodan Milošević.
In Le Monde vom 30. Januar 2007 begründete er, warum er bei den französischen Präsidentschaftswahlen für Nicolas Sarkozy (UMP) stimmen wolle, kritisierte Sarkozys Politik später jedoch öfters.
André Glucksmann habe mit seinem Prinzip der Autokritik auf das Recht des Irrtums gepocht, so Ursula Welter in ihrem Nachruf.

## Werke
- Voltaire contre-attaque. Robert Laffont, Paris 2014.
- Les deux chemins de la philosophie, 2009, deutsch: Philosophie des Widerstands, Sokrates oder Heidegger. Übersetzt von Helmut Kohlenberger und Dorothea Resch in Zusammenarbeit mit Wilhelm Donner, Passagen Verlag, Wien 2012.
- mit Raphaël Glucksmann: Mai 68 expliqué à Nicolas Sarkozy. Denoël, Paris 2008, EAN 9782207260074 (Wie ich Nicolas Sarkozy den Mai '68 erkläre[11]).
- Benedikt XVI, André Glucksmann, Wael Faroug, Sari Nusseibeh, Robert Spaemann: Gott, rette die Vernunft! Die Regensburger Vorlesung des Papstes in der philosophischen Diskussion. Sankt Ulrich Verlag, Augsburg 2008, ISBN 978-3-86744-055-4.
- Une rage d’enfant. 2006, deutsch: Wut eines Kindes, Zorn eines Lebens. Erinnerungen. Übersetzt von Bernd Wilczek, Nagel & Kimche, München 2007, ISBN 978-3-312-00385-3 (Rezension im Standard, 7. April 2007).
- Le Discours de la haine. 2004, deutsch: Hass. Die Rückkehr einer elementaren Gewalt. Übersetzt von Bernd Wilczek und Ulla Varchmin, Nagel & Kimche, München 2005, ISBN 3-312-00360-1.
- Ouest contre Ouest. 2003
- Dostoïevski à Manhattan. 2002.
- La Troisième Mort de Dieu. 2000.
- Cynisme et passion. 1999.
- Le Bien et le mal. 1997.
- De Gaulle où es-tu?. 1995, deutsch: Krieg um den Frieden. Übersetzt von Ursel Schäfer, DVA, Stuttgart 1996, ISBN 3-421-05030-9.
- La Fêlure du monde. 1993.
- Le XIe commandement. 1992.
- Descartes c’est la France. 1987, deutsch: Die cartesianische Revolution. Von der Herkunft Frankreichs aus dem Geist der Philosophie, Hamburg 1989, ISBN 3-498-02453-1.
- Silence, on tue. 1986, mit Thierry Wolton, deutsch: Politik des Schweigens. DVA, Stuttgart 1987, ISBN 3-421-06360-5.
- L’Esprit post-totalitaire, précédé de Devant le bien et le mal. 1986, mit Petr Fidelus
- La Bêtise. 1985, deutsch: Die Macht der Dummheit. DVA, Stuttgart 1985. Glucksmann weist der Philosophie die Aufgabe zu, vehement gegen menschliche Unzulänglichkeit und Unmündigkeit vorzugehen (Perlentaucher)
- La Force du vertige. 1983, von Thomas Dobberkau und Barbara Henninges übersetzt als: Philosophie der Abschreckung. DVA, Stuttgart 1984, ISBN 3-421-06201-3.
- Cynisme et passion. 1981.
- Les Maîtres penseurs. 1977, deutsch von Jürgen Hoch: Die Meisterdenker. DVA, Stuttgart 1978, ISBN 3-421-06350-8.
  - ausgezeichnet 1977 mit dem Prix de l’Essai
- La Cuisinière et le Mangeur d’Hommes. Réflexions sur l'état, le marxisme et les camps de concentration. 1975, deutsch: Köchin und Menschenfresser – Über die Beziehung zwischen Staat, Marxismus und Konzentrationslager. 1976.
- Le Discours de la guerre, théorie et stratégie. CNRS 1967.

## Filme
- Sauve qui pense – Rette sich, wer denkt! ARTE-Filmporträt über den französischen Philosophen André Glucksmann. Frankreich/Deutschland, 1997/98, Buch und Regie: Christoph Weinert